# جيمي جيبسون (لاعب هوكي جليد)
جيمي جيبسون هو لاعب هوكي جليد كندي، ولد في 2 مارس 1896 في كينورا في كندا، وتوفي في 28 مايو 1964.

## وصلات خارجية
- جيمي جيبسون على موقع HockeyDB.com (الإنجليزية)